# Kopalnia węgla brunatnego Handlová

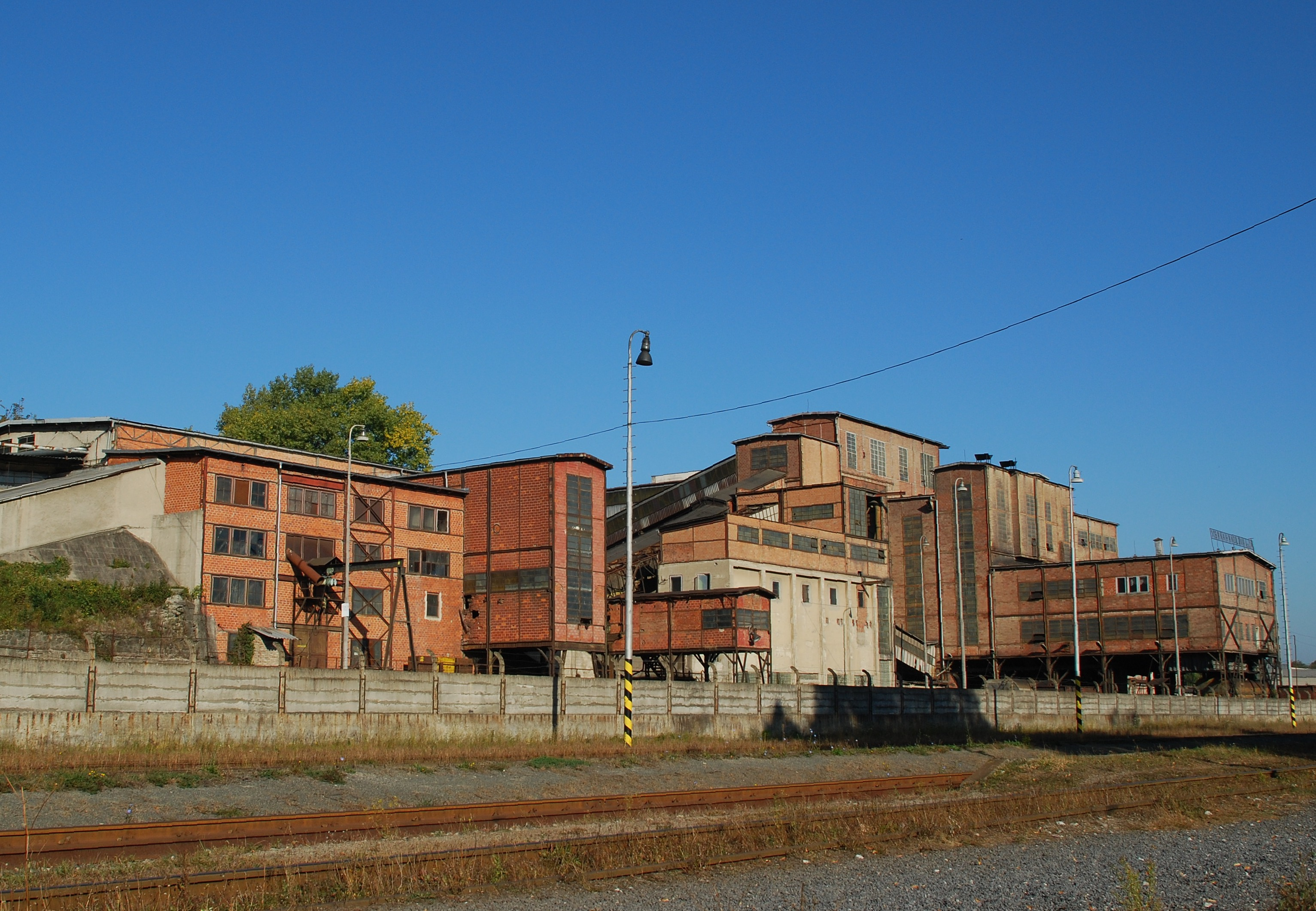
Zabudowania sortowni, fot. 2014 r.

Kopalnia węgla brunatnego Handlová (słow. Baňa Handlová) – najstarsza czynna głębinowa kopalnia węgla brunatnego w Handlovej w Słowacji , istniejąca od 1 lipca 1909 roku , obecnie w rękach spółki akcyjnej Hornonitrianske bane Prievidza .

## Warunki geologiczne
Złoże węgla brunatnego eksploatowanego w Handlovej obejmuje wschodnią część Handlovsko-novackiego basenu sedymentacyjnego. Zachodnia część jest wydobywana przez kopalnię Cigeľ.
Spąg pokładu stanowią wapienie, margle basenu veporicum oraz dolomity basenu fatrikum (kriżniańska płaszczowina reglowa dolna ) przykryte triasowo-permskimi utworami basenu hronikum (choczańska płaszczowina reglowa górna ) w postaci melafiru.
W północno-zachodniej części obszaru złoża Handlová występują również utwory paleogenu: iłowce, iły, margle, piaskowce. Najstarsze utwory neogenu tworzy tzw. schlier - ił piaszczysty. Na nim niezgodnie leżą utwory badenu, składające się z redeponowanych andezytów, tufitów oraz iłów.
Warstwy produktywne tworzą utwory piaszczysto-ilaste, pomiędzy nimi znajduje się jeden, miejscami dwa bilansowe pokłady węgla brunatnego. Miąższość pokładów waha się od 2,5 do 16 metrów. Kąt nachylenia pokładów wynosi przeciętnie od 2° do 10° w kierunku południowo-wschodnim, w miejscach uskoków dochodzi jednak nawet do 30-40°.
Węgiel brunatny w Handlovej składa się przeciętnie w 86,6% z macerałów z grupy huminitu, w skład których wchodzą:
- atrynit - 2,4%
- densynit - 34%
- tekstynit - 7,4%
- ulminit - 37,2%
- żelinit - 2,4%
- korpohuminit - 3,2%

Pozostałe składniki to liptynit – 11,3%, inertynit – 0,7%, iły – 1,4%, śladowo dwutlenek siarki.
Nadkład składa się głównie z badeńskich pelitów, na nich znajdują się utwory detrytyczno-wulkaniczne. Grubość nadkładu jest bardzo zróżnicowana: od 5 do 250 metrów. W jego skład wchodzą ponadto: iły, zlepieńce, brekcja andezytowa. Całość przykrywają utwory wulkaniczne Ptacznika: andezyty oraz skały piroklastyczne.
Górotwór jest poprzecinany licznymi uskokami tektonicznymi. Wielkość uskoku, ograniczającego łożysko od wschodu, przekracza 1000 metrów. W kopalni występują przez to trudne warunki geologiczne, obecny jest także metan .
Zagrożeniem jest także porowatość skał wulkanicznych tworzących nadkład, z uwagi na ich wysoką przepuszczalność wody.

## Tło historyczne
Badania archeologiczne wykazały, że węgiel brunatny w Kotlinie Górnonitrzańskiej wydobywano i spalano już we wczesnym średniowieczu .
Dalsze poszukiwania i późniejsze wydobycie węgla brunatnego w okolicach Handlovej wiążą się z koniecznością dostarczenia wydajnego paliwa zastępującego drewno dla rozwijającego się od początku XVIII wieku górnictwa i hutnictwa w Kotlinie Górnonitrzańskiej .
Zarówno w XVIII (wzmianka o poszukiwaniach z 1751 roku), jak i XIX wieku zaobserwowano wychodnie węgla, co skłoniło hrabiego Jána Pálffy'ego do przeprowadzenia górniczych badań poszukiwawczych, eksploatacji węgla na małą skalę w sztolni Karol od 1854 roku, podpisania porozumienia z radą miasta zapewniającego Pálffy'emu monopol na wydobycie węgla w Handlovej, a w efekcie sprowadziło się to do wykupienia gruntów pod przyszłą kopalnię od 1907 roku . 
Po śmierci Jána Pálffy'ego w 1908 roku projektowaniem przyszłej kopalni zajął się inżynier Richard Hoffman z Budapesztu, przyszły pierwszy zarządca kopalni.

## Historia kopalni

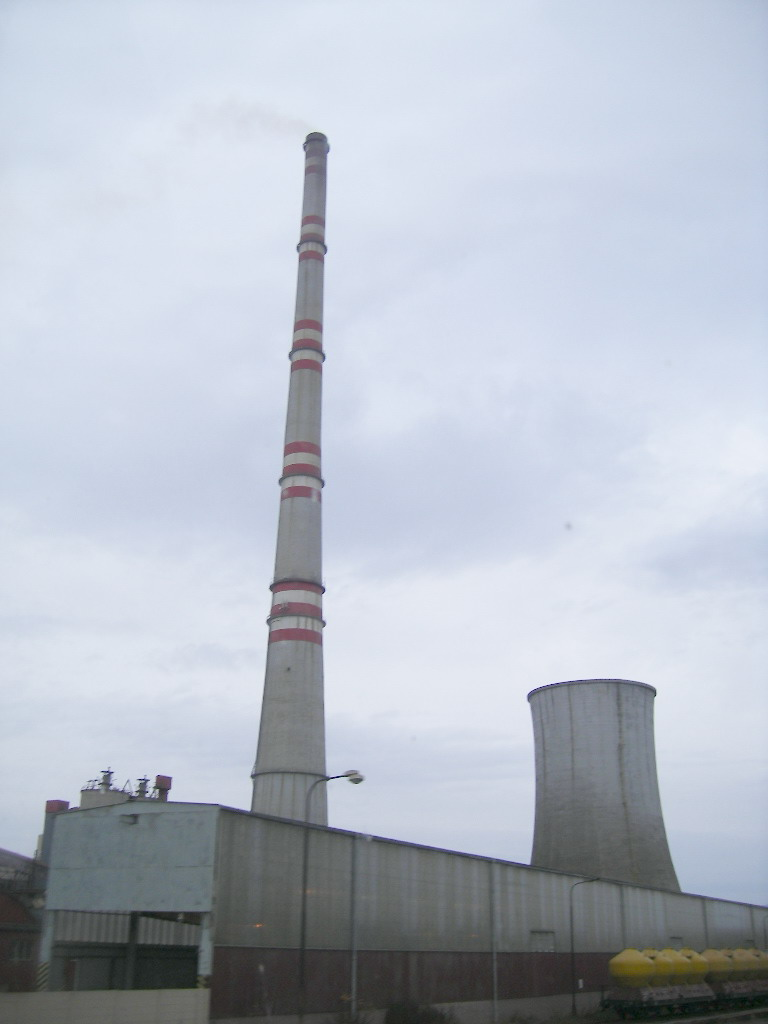
Elektrownia Nováky – odbiorca węgla z kopalni Handlovej, fot. 2008 r.

Kopalnia Handlová została formalnie utworzona 1 lipca 1909 roku przez firmę Západouhorská kamenouhoľná účastinna spoločnosť (słow. Zachodniowęgierska Akcyjna Spółka Węglowa) z siedzibą w Budapeszcie . 
Pierwszą inwestycją było wydrążenie szybu głębokiego na 132,7 m, nazwanego Hlavná šachta oraz wydrążenie trzech szybów wentylacyjnych: Západná (słow. Zachodnia), Južná  (słow. Południowa) i Východná (słow. Południowa, najdłuższa upadowa kopalni [450 m]), z czego dwa pierwsze szybko przestały być wykorzystywane, a ostatni służył do 1967 roku. 
W latach 1909–1917 powstała Banícka kolónia (słow. Kolonia górnicza) dla pracowników.
Wydobycie na skalę przemysłową rozpoczęto po wybudowaniu linii kolejowej łączącej Handlovą z Prievidzą , co miało miejsce 15 lutego 1913 roku . 
W 1914 roku postawiono przy kopalni elektrownię.
Po I wojnie światowej wcześniejsza węgierska spółka przeszła w ręce Słowaków, 15 sierpnia 1919 roku zmieniono jej nazwę na Handlovské uhoľné bane, účastinná spoločnosť.
W czasie II wojny światowej kopalnia Handlová była jedynym istotnym zakładem górniczym na Słowacji. Inną kopalnię w niedalekich Novákach zaczęto wówczas budować i w 1940 r. dała ona pierwsze, niewielkie wydobycie .
Warunki pracy w kopalni były trudne, a płace stosunkowo niskie. Latem 1940 r., w związku z zapowiedzią wprowadzenia od jesieni nowej umowy zbiorowej, pracownicy zaczęli się domagać podwyżki płac rzędu 30%, natomiast rząd zgadzał się jedynie na 7-8%. W tej sytuacji pracownicy kopalni pod przewodnictwem działaczy Komunistycznej Partii Słowacji rozpoczęli przygotowania do strajku. Strajk rozpoczął się 30 września. Gdy zawiodły perswazje, groźby, a nawet próby rozbicia strajku przez poróżnienie górników narodowości słowackiej i niemieckiej (Niemcy stanowili wówczas w Handlovéj ponad 50% ludności), do miasta skierowano wojsko (400 żołnierzy, 4 czołgi, 4 samochody pancerne), 215 żandarmów oraz 22 agentów centrali bezpieczeństwa państwowego. W celu łatwiejszego spacyfikowania strajku wprowadzono w rejonie stan wyjątkowy. 37 górników zostało uwięzionych i wysłanych do obozu koncentracyjnego. Strajk zakończył się 4 listopada, gdy rząd obiecał zwiększyć płace.
W 1944 roku rozpoczęto głębienie szybu Nová východná vetracia jama (słow. szyb wentylacyjny, najgłębszy [285 m] pionowy szyb kopalni).
W 1945 miał miejsce wybuch metanu, który spowodował śmierć 7 górników i 4 niemieckich żołnierzy. W tymże roku nastąpiła również nacjonalizacja przemysłu, która objęła również kopalnię Handlová.
Pierwszym powojennym zarządcą kopalni były Uhoľné bane Prievidza. Od 1951 roku kopalnią dysponowały Handlovské uhoľné bane , przemianowane od 1955 roku na Veľkobaňa Handlová.  
W XX wieku przeprowadzono w kopalni liczne inwestycje, z których najważniejsze to: wydrążenie szybów: Centrálna, Južná 3 (wydechowa wentylacyjna), Južná 4, Južná 5, Južná 6, Južná 7.
1 lipca 1965 roku kolejnym właścicielem zostało mianowane przedsiębiorstwo Uhoľné a lignitové bane, zrzeszające również zakłady w Hodonínie  , które zmieniło nazwę na Baňa Handlová, koncernový podnik.
W 1980 roku odnotowano 119,491 km wyrobisk górniczych – najwięcej w historii kopalni.

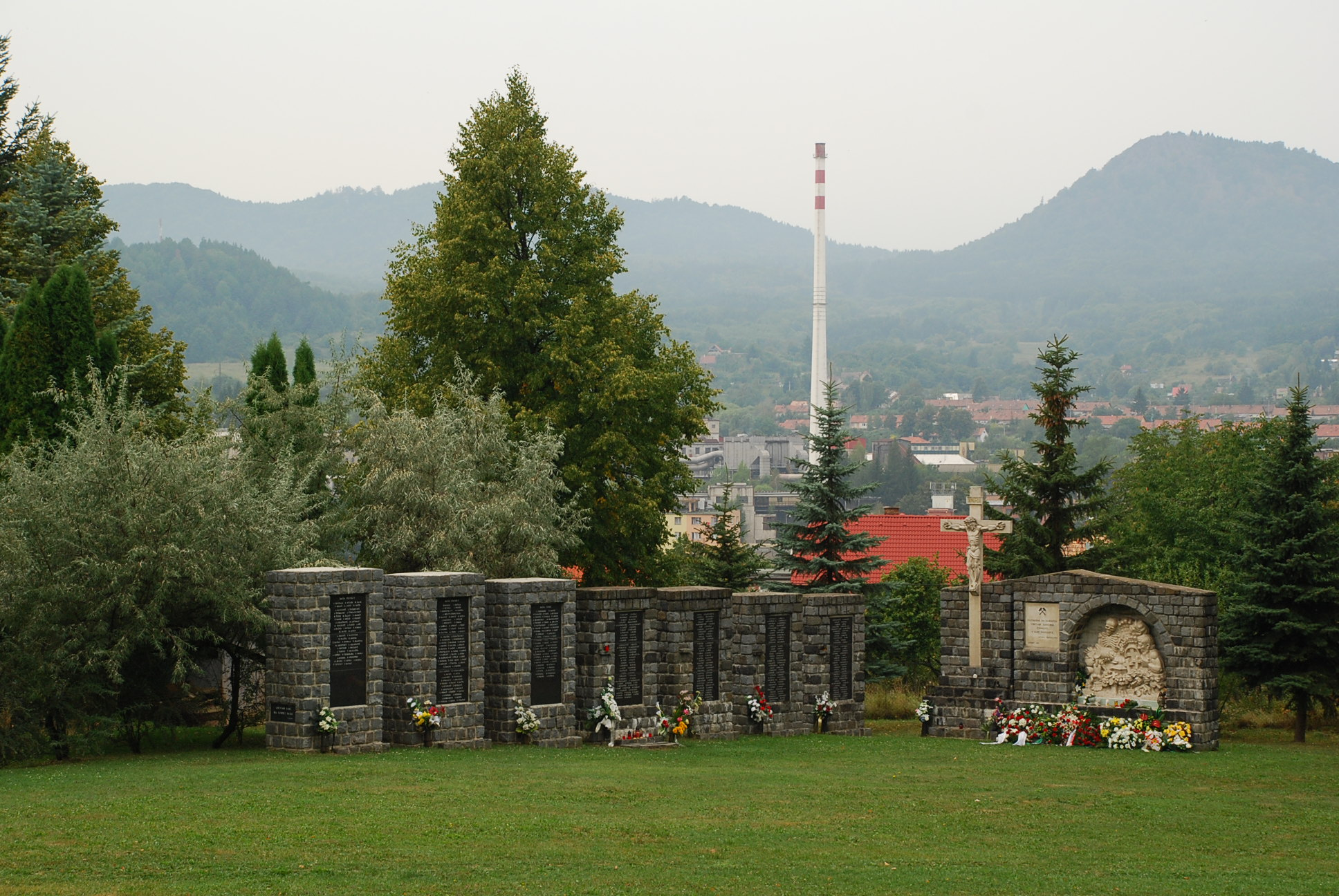
Pomnik ofiar katastrof górniczych w Handlovej, fot. 2012 r.

Po 1 stycznia 1989 roku kolejny podmiot zarządzający kopalnią, Slovenské uhoľné bane, koncern Prievidza (później funkcjonował pod nazwą Baňa Handlová, odštepný závod) został podzielony na mniejsze samodzielne przedsiębiorstwa . Jednym z nich była firma Hornonitrianske bane Prievidza, która przejęła kopalnię w 1993 roku i jest jej obecnym właścicielem . W 1996 roku Hornonitrianske bane Prievidza zostały przekształcone w spółkę akcyjną i sprywatyzowane w 97% decyzją Funduszu Majątku Narodowego Republiki Słowackiej (słow. Fond národného majetku Slovenskej republiky, FNM) .
Kopalnia została zamknięta z przyczyn ekonomicznych 1 października 2003 roku . W 2006 roku częściowo wznowiono pracę kopalni . 17 czerwca 2009 roku zakończono wydobycie w rejonie szybu zachodniego . 
10 sierpnia 2009 roku w nieczynnych wyrobiskach kopalni, 330 metrów pod ziemią, miała miejsce największa katastrofa górnicza w historii słowackiego górnictwa, w której zginęło 20 osób .

## Wielkość wydobycia
Obszar górniczy kopalni wynosi około 47 km².
W 1914 roku wydobyto 175 542 ton węgla.
W 1959 roku wielkość wydobycia po raz pierwszy przekroczyła 1 milion ton węgla brunatnego .
Największe wydobycie w historii kopalni związane z postępami w mechanizacji robót odnotowano w 1977 roku, wyniosło ono 1 672 131 ton węgla.
Na początku XXI wieku wydobycie utrzymywało się na poziomie około 300 tysięcy ton rocznie .
Wykres wielkości wydobycia węgla kamiennego w latach 2009–2015 (w tysiącach ton)  :
Wartość opałowa węgla jest zróżnicowana: od 10 do 25 MJ.kg⁻¹.
Wydobyty węgiel w większości jest zużywany jako paliwo w pobliskiej ciepłowni Handlová  oraz elektrowni Nováky.
Łącznie przez sto lat istnienia kopalni (lata 1909-2009) wydobyto 79 395 000 ton węgla.
Realna żywotność kopalni po uwzględnieniu czynników techniczno-ekonomicznych została oszacowana w 2012 roku na 10 lat, teoretyczna – na 23 lata .
W pobliżu Handlovej funkcjonują jeszcze dwie kopalnie węgla brunatnego: Nováky w Novákach (powstała w 1940 roku  ) i Cigeľ we wsi Cigeľ (powstała w 1962 roku  ).